# Campionato mondiale maschile di pallamano 2025
Il campionato mondiale maschile di pallamano 2025 è stato la ventinovesima edizione del massimo torneo di pallamano per squadre nazionali maschili ad essere organizzata dalla International Handball Federation.
Tenutosi in Croazia, Danimarca e Norvegia dal 14 gennaio al 2 febbraio 2025, ha visto trionfare per la quarta volta consecutiva la Danimarca, che ha battuto in finale la Croazia.

## Assegnazione
In prima battuta cinque nazioni hanno mostrato interesse per ospitare i mondiali del 2025:
- Croazia
- Danimarca/ Norvegia/ Svizzera
- Serbia

Alla scadenza delle candidature, datata 25 settembre 2019,  la Svizzera si candidò come singola nazione, con la Croazia che la sostituì nella candidatura congiunta con Danimarca e Norvegia; la Serbia si ritirò e si aggiunse la candidatura dell'Ungheria.
- Croazia/ Danimarca/ Norvegia
- Ungheria
- Svizzera

Poco prima del voto, tenutosi al Congresso dell'IHF a Il Cairo il 28 febbraio 2020, Svizzera e Ungheria ritirarono la loro candidatura, lasciando la candidatura congiunta di Croazia, Danimarca e Norvegia come unica opzione e di conseguenza vincitrice della votazione.

## Formato
Il formato del torneo è invariato rispetto all'edizione 2023. Le 32 nazionali partecipanti disputano un turno preliminare, nel quale sono divise in otto gironi da quattro squadre ciascuno. Le prime tre classificate di ciascun girone accedono al turno principale, nel quale sono divise in quattro gironi da sei squadre ciascuno. Le prime due classificate accedono ai quarti di finale per la conquista del titolo. Le squadre classificate dal terzo al sesto posto nel turno principale sono classificate dal nono al ventiquattresimo posto finale, in ordine, in base ai punti conquistati, poi alla differenza reti poi in base alle reti realizzate nel turno preliminare e, infine, per sorteggio. Le squadre classificate al quarto posto nel turno preliminare accedono alla Coppa del Presidente, dove sono divise in due gironi da quattro squadre ciascuno: al termine della fase a gironi, le squadre competono per le posizioni dal venticinquesimo al trentaduesimo posto finale in base ai piazzamenti.

## Impianti
| Cttà     | Nazione   | Arena                | Capacità | Immagine |
| -------- | --------- | -------------------- | -------- | -------- |
| Bærum    | Norvegia  | Unity Arena          | 15.000   |          |
| Herning  | Danimarca | Jyske Bank Boxen     | 12.500   |          |
| Zagabria | Croazia   | Arena Zagreb         | 15.200   |          |
| Varaždin | Croazia   | Arena Varaždin       | 5.200    |          |
| Parenzo  | Croazia   | Žatika Sports Centre | 3.700    |          |

## Squadre partecipanti
I 32 posti sono così assegnati dall'IHF:
- Nazioni ospitanti: 3 posti
- Africa: 5 posti
- Asia: 4 posti
- Europa: 15 posti
- Pan America: 4 posti
Nord America e Caraibi: 1 posto
Sud e Centro America: 3 posti
- Oceania: 1 posto[3]
- Wild card: 1 posto

| Competizione                                   | Data                           | Posti | Qualificate                                                                                                 |
| ---------------------------------------------- | ------------------------------ | ----- | --- |
| Nazione ospitante                              | 28 febbraio 2020               | 3     | Croazia Danimarca Norvegia                                                                                  |
| Campionato europeo 2024                        | 23 gennaio 2024                | 3     | Francia Germania Svezia                                                                                     |
| Campionato asiatico 2024                       | 21 gennaio 2024                | 4     | Bahrein Giappone Qatar Kuwait                                                                               |
| Campionato africano 2024                       | 26 gennaio 2024                | 5     | Algeria Capo Verde Egitto Guinea Tunisia                                                                    |
| Campionato sudamericano e centroamericano 2024 | 19 gennaio 2024                | 3     | Argentina Brasile Cile                                                                                      |
| Campionato nordamericano e caraibico 2024      | 12 maggio 2024                 | 1     | Cuba |
| Qualificazioni europee                         | 2 novembre 2023-12 maggio 2024 | 11    | Islanda Austria Paesi Bassi Slovenia Rep. Ceca Portogallo Spagna Ungheria Italia Polonia Macedonia del Nord |
| Wildcard                                       | 18 ottobre 2018                | 1+1   | Stati Uniti Svizzera                                                                                        |

## Sorteggio
Le fasce d'estrazione sono state comunicate il 24 maggio.
Il sorteggio si è tenuto il 29 maggio 2024 a Zagabria.
| Prima fascia                                                        | Seconda fascia                                                         | Terza fascia                                                             | Quarta fascia                                                      |
| ------------------------------------------------------------------- | ---------------------------------------------------------------------- | ------------------------------------------------------------------------ | ------------------------------------------------------------------ |
| Danimarca Francia Svezia Germania Ungheria Slovenia Norvegia Egitto | Portogallo Croazia Austria Islanda Paesi Bassi Spagna Italia Rep. Ceca | Polonia Macedonia del Nord Qatar Brasile Argentina Cuba Giappone Algeria | Bahrein Tunisia Cile Kuwait Capo Verde Guinea Stati Uniti Svizzera |

## Arbitri
Le 24 coppie arbitrali sono state selezionate il 14 novembre 2024
| CAHB - African Handball Confederation | CAHB - African Handball Confederation |
| ------------------------------------- | ------------------------------------- |
| Algeria                               | Youcef Belkhiri Sid Ali Hamidi        |

| AHF - Asian Handball Federation | AHF - Asian Handball Federation  |
| ------------------------------- | -------------------------------- |
| Iran                            | Ahmad Gheisarian Amir Gheisarian |

| EHF - European Handball Federation | EHF - European Handball Federation |
| ---------------------------------- | ---------------------------------- |
| Austria                            | Denis Bolic Christoph Hurich       |
| Bosnia ed Erzegovina               | Amar Konjičanin Dino Konjičanin    |
| Croazia                            | Ante Mikelić Petar Parađina        |
| Danimarca                          | Mads Hansen Jesper Madsen          |
| Francia                            | Karim Gasmi Raouf Gasmi            |
| Germania                           | Robert Schulze Tobias Tönnies      |
| Moldavia                           | Igor Covalciuc Alexei Covalciuc    |
| Macedonia del Nord                 | Gjorgji Nachevski Slave Nikolov    |
| Montenegro                         | Ivan Pavićević Miloš Ražnatović    |
| Norvegia                           | Lars Jørum Håvard Kleven           |
| Rep. Ceca                          | Václav Horáček Jiří Novotný        |
| Romania                            | Cristina Lovin Simona Stacu        |
| Serbia                             | Vladimir Jovandić Marko Sekulić    |
| Slovacchia                         | Andrej Budzák Michaal Záhradník    |
| Slovenia                           | Bojan Lah David Sok                |
| Spagna                             | Javier Álvarez Yon Bustamante      |
| Spagna                             | Ignacio García Andreu Marín        |
| Svezia                             | Mirza Kurtagić Mattias Wetterwik   |
| Ungheria                           | Ádám Bíró Olivér Kiss              |

| SCAHC - South and Central America Handball Confederation | SCAHC - South and Central America Handball Confederation |
| -------------------------------------------------------- | -------------------------------------------------------- |
| Argentina                                                | Sebastián Lenci Julian Lopez Grillo                      |
| Argentina                                                | María Paolantoni Mariana García                          |
| Uruguay                                                  | Cristian Lemes Mathias Sosa                              |

## Turno preliminare
Per la qualificazione si seguono questi criteri:
1. punti conquistati;
2. punti negli scontri diretti;
3. differenza reti negli scontri diretti;
4. reti segnate negli scontri diretti;
5. differenza reti.

### Girone A

#### Classifica
| Pos. | Squadra   | Pt | G | V | N | P | GF | GS | DR  |
| ---- | --------- | -- | - | - | - | - | -- | -- | --- |
| 1.   | Germania  | 6  | 3 | 3 | 0 | 0 | 95 | 79 | +16 |
| 2.   | Svizzera  | 3  | 3 | 1 | 1 | 1 | 76 | 76 | 0   |
| 3.   | Rep. Ceca | 2  | 3 | 0 | 2 | 1 | 58 | 65 | -7  |
| 4.   | Polonia   | 1  | 3 | 0 | 1 | 2 | 75 | 84 | -9  |

#### Risultati
| Arbitri: | Lenci Lopez Grillo |

|             |           |         |
| Mořkovský 5 | Marcatori | 8 Rubin |

| Arbitri: | Nachevski Nikolov |

|           |           |           |
| Uščins 10 | Marcatori | 7 Syprzak |

| Arbitri: | A. Konjičanin D. Konjičanin |

|          |           |                             |
| Hrstka 5 | Marcatori | 3 Moryto, Przytula, Syprzak |

| Arbitri: | Mikelić Parađina |

|         |           |          |
| Rubin 7 | Marcatori | 7 Köster |

| Arbitri: | Pavićević Ražnatović |

|            |           |                          |
| Przytula 9 | Marcatori | 5 Küttel, Leopold, Rubin |

| Arbitri: | Álvarez Bustamante |

|          |           |         |
| Uščins 8 | Marcatori | 7 Solak |

### Girone B

#### Classifica
| Pos. | Squadra   | Pt | G | V | N | P | GF  | GS  | DR  |
| ---- | --------- | -- | - | - | - | - | --- | --- | --- |
| 1.   | Danimarca | 6  | 3 | 3 | 0 | 0 | 118 | 63  | +55 |
| 2.   | Italia    | 4  | 3 | 2 | 0 | 1 | 84  | 87  | -3  |
| 3.   | Tunisia   | 2  | 3 | 1 | 0 | 2 | 72  | 89  | -17 |
| 4.   | Algeria   | 0  | 3 | 0 | 0 | 3 | 70  | 105 | -35 |

#### Risultati
| Arbitri: | A. Konjičanin D. Konjičanin |

|             |           |                |
| Prantner 10 | Marcatori | 6 Ben Abdallah |

| Arbitri: | Mikelić Parađina |

|           |           |        |
| Gidsel 10 | Marcatori | 6 Abdi |

| Arbitri: | Álvarez Bustamante |

|            |           |                 |
| Prantner 7 | Marcatori | 6 Abdi, Berkous |

| Arbitri: | Pavićević Ražnatović |

|                |           |          |
| Ben Abdallah 5 | Marcatori | 9 Gidsel |

| Arbitri: | Nachevski Nikolov |

|         |           |         |
| Daoud 6 | Marcatori | 6 Jbeli |

| Arbitri: | Lenci Lopez Grillo |

|                     |           |          |
| Jakobsen, Pytlick 9 | Marcatori | 4 Bronzo |

### Girone C

#### Classifica
| Pos. | Squadra | Pt | G | V | N | P | GF  | GS  | DR  |
| ---- | ------- | -- | - | - | - | - | --- | --- | --- |
| 1.   | Francia | 6  | 3 | 3 | 0 | 0 | 115 | 65  | +50 |
| 2.   | Austria | 4  | 3 | 2 | 0 | 1 | 92  | 87  | +5  |
| 3.   | Qatar   | 2  | 3 | 1 | 0 | 2 | 70  | 87  | -17 |
| 4.   | Kuwait  | 0  | 3 | 0 | 0 | 3 | 67  | 105 | -38 |

#### Risultati
| Arbitri: | Budzák Záhradník |

|         |           |         |
| Briet 7 | Marcatori | 4 Marzo |

| Arbitri: | A. Covalciuc I. Covalciuc |

|                                      |           |                                |
| Damböck, Frimmel, Wagner, Zivković 5 | Marcatori | 4 Al Dawani, Al Hendal, Radhei |

| Arbitri: | García Paolantoni |

|             |           |          |
| Al Dawani 5 | Marcatori | 6 Remili |

| Arbitri: | Horáček Novotný |

|           |           |          |
| Frimmel 9 | Marcatori | 11 Marzo |

| Arbitri: | Belkhiri Hamidi |

|              |           |           |
| Briet, Mem 6 | Marcatori | 5 Frimmel |

| Arbitri: | Schulze Tönnies |

|            |           |               |
| Marković 7 | Marcatori | 8 Al Shammari |

### Girone D

#### Classifica
| Pos. | Squadra            | Pt | G | V | N | P | GF  | GS  | DR  |
| ---- | ------------------ | -- | - | - | - | - | --- | --- | --- |
| 1.   | Ungheria           | 5  | 3 | 2 | 1 | 0 | 98  | 77  | +21 |
| 2.   | Paesi Bassi        | 4  | 3 | 2 | 0 | 1 | 109 | 91  | +18 |
| 3.   | Macedonia del Nord | 3  | 3 | 1 | 1 | 1 | 88  | 84  | +4  |
| 4.   | Guinea             | 0  | 3 | 0 | 0 | 3 | 61  | 104 | -43 |

#### Risultati
| Arbitri: | Lemes Sosa |

|             |           |           |
| Ten Velde 9 | Marcatori | 5 Eponouh |

| Arbitri: | Kurtagic Wetterwik |

|        |           |                |
| Ilić 6 | Marcatori | 10 Kuzmanovski |

| Arbitri: | Hansen Madsen |

|              |           |               |
| Ten Velde 11 | Marcatori | 9 Kuzmanovski |

| Arbitri: | Ah. Gheisarian Am. Gheisarian |

|                                      |           |         |
| Corcher, Eponouh, Pasquet, Sissoko 3 | Marcatori | 7 Szita |

| Arbitri: | A. Covalciuc I. Covalciuc |

|                |           |           |
| Kuzmanovski 12 | Marcatori | 4 Corcher |

| Arbitri: | Jørum Kleven |

|                      |           |              |
| Bóka, Lékai, Szita 6 | Marcatori | 10 Ten Velde |

### Girone E

#### Classifica
| Pos. | Squadra     | Pt | G | V | N | P | GF | GS | DR  |
| ---- | ----------- | -- | - | - | - | - | -- | -- | --- |
| 1.   | Portogallo  | 6  | 3 | 3 | 0 | 0 | 91 | 75 | +16 |
| 2.   | Brasile     | 4  | 3 | 2 | 0 | 1 | 86 | 80 | +6  |
| 3.   | Norvegia    | 2  | 3 | 1 | 0 | 2 | 87 | 77 | +10 |
| 4.   | Stati Uniti | 0  | 3 | 0 | 0 | 3 | 62 | 94 | -32 |

#### Risultati
| Arbitri: | Lovin Stancu |

|                     |           |             |
| M. Costa, Portela 7 | Marcatori | 6 Hoddersen |

| Arbitri: | K. Gasmi R. Gasmi |

|            |           |           |
| Grøndhal 6 | Marcatori | 8 Langaro |

| Arbitri: | Biró Kiss |

|            |           |                   |
| M. Costa 9 | Marcatori | 5 Dupoux, Langaro |

| Arbitri: | Jovandić Sekulić |

|             |           |        |
| Strömberg 4 | Marcatori | 6 Lyse |

| Arbitri: | Bolic Hurich |

|             |           |             |
| Hackbarth 8 | Marcatori | 6 Strömberg |

| Arbitri: | Lah Sok |

|        |           |                   |
| Lyse 9 | Marcatori | 6 F. Costa, Frade |

### Girone F

#### Classifica
| Pos. | Squadra  | Pt | G | V | N | P | GF  | GS  | DR  |
| ---- | -------- | -- | - | - | - | - | --- | --- | --- |
| 1.   | Svezia   | 5  | 3 | 2 | 1 | 0 | 110 | 80  | +30 |
| 2.   | Spagna   | 5  | 3 | 2 | 1 | 0 | 99  | 71  | +28 |
| 3.   | Cile     | 2  | 3 | 1 | 0 | 2 | 83  | 96  | -13 |
| 4.   | Giappone | 0  | 3 | 0 | 0 | 3 | 67  | 109 | -42 |

#### Risultati
| Arbitri: | Bolic Hurich |

|             |           |                          |
| Fernández 5 | Marcatori | 5 Feuchtmann, E. Salinas |

| Arbitri: | Lah Sok |

|            |           |                 |
| Karlsson 8 | Marcatori | 4 Yano, Yoshino |

| Arbitri: | K. Gasmi R. Gasmi |

|          |           |          |
| Serdio 7 | Marcatori | 4 Nakata |

| Arbitri: | Lovin Stancu |

|              |           |           |
| Feuchtmann 7 | Marcatori | 10 Möller |

| Arbitri: | Jovandić Sekulić |

|          |           |              |
| Nakata 6 | Marcatori | 9 Feuchtmann |

| Arbitri: | Biró Kiss |

|             |           |        |
| Lagergren 9 | Marcatori | 7 Solé |

### Girone G

#### Classifica
| Pos. | Squadra    | Pt | G | V | N | P | GF | GS  | DR  |
| ---- | ---------- | -- | - | - | - | - | -- | --- | --- |
| 1.   | Islanda    | 6  | 3 | 3 | 0 | 0 | 97 | 58  | +39 |
| 2.   | Slovenia   | 4  | 3 | 2 | 0 | 1 | 95 | 66  | +29 |
| 3.   | Capo Verde | 2  | 3 | 1 | 0 | 2 | 83 | 98  | -15 |
| 4.   | Cuba       | 0  | 3 | 0 | 0 | 3 | 66 | 119 | -53 |

#### Risultati
| Arbitri: | Belkhiri Hamidi |

|        |           |          |
| Vlah 8 | Marcatori | 4 García |

| Arbitri: | A. Covalciuc I. Covalciuc |

|               |           |        |
| Thorkelsson 8 | Marcatori | 5 Pina |

| Arbitri: | Lemes Sosa |

|        |           |        |
| Pina 6 | Marcatori | 8 Vlah |

| Arbitri: | Ah. Gheisarian Am. Gheisarian |

|                                      |           |                    |
| Gunnarsson, Thorkelsson, Viðarsson 5 | Marcatori | 5 Cordies Castillo |

| Arbitri: | Budzák Záhradník |

|                             |           |           |
| Cordies Castillo, Vázquez 7 | Marcatori | 8 Pereira |

| Arbitri: | García Marín |

|        |           |                |
| Janc 4 | Marcatori | 7 Kristjánsson |

### Girone H

#### Classifica
| Pos. | Squadra   | Pt | G | V | N | P | GF  | GS | DR  |
| ---- | --------- | -- | - | - | - | - | --- | -- | --- |
| 1.   | Egitto    | 6  | 3 | 3 | 0 | 0 | 102 | 73 | +29 |
| 2.   | Croazia   | 4  | 3 | 2 | 0 | 1 | 93  | 68 | +25 |
| 3.   | Argentina | 2  | 3 | 1 | 0 | 2 | 69  | 97 | -28 |
| 4.   | Bahrein   | 0  | 3 | 0 | 0 | 3 | 71  | 97 | -26 |

#### Risultati
| Arbitri: | Jørum Kleven |

|         |           |               |
| Sanad 6 | Marcatori | 7 Moscariello |

| Arbitri: | Schulze Tönnies |

|            |           |       |
| Šoštarić 8 | Marcatori | 6 Eid |

| Arbitri: | García Marín |

|           |           |           |
| Mohamed 8 | Marcatori | 5 Ramadan |

| Arbitri: | Kurtagic Wetterwik |

|                 |           |            |
| Glavaš, Šipić 5 | Marcatori | 3 Martínez |

| Arbitri: | Hansen Madsen |

|             |           |         |
| Martínez 10 | Marcatori | 6 Ahmed |

| Arbitri: | Horáček Novotný |

|        |           |              |
| Omar 6 | Marcatori | 6 Martinović |

## President's Cup

### Gruppo I

#### Classifica
| Pos. | Squadra | Pt | G | V | N | P | GF  | GS | DR  |
| ---- | ------- | -- | - | - | - | - | --- | -- | --- |
| 1.   | Polonia | 6  | 3 | 3 | 0 | 0 | 120 | 92 | +28 |
| 2.   | Kuwait  | 4  | 3 | 2 | 0 | 1 | 96  | 97 | -1  |
| 3.   | Algeria | 2  | 3 | 1 | 0 | 2 | 95  | 99 | -4  |
| 4.   | Guinea  | 0  | 3 | 0 | 0 | 3 | 75  | 98 | -23 |

#### Risultati
| Arbitri: | García Paolantoni |

|             |           |         |
| Al Dawani 8 | Marcatori | 7 Lebon |

| Arbitri: | Lemes Sosa |

|               |           |                             |
| Jedraszczyk 8 | Marcatori | 6 Abdi, Berkous, Bouadjadja |

| Arbitri: | García Paolantoni |

|             |           |           |
| Kermouche 7 | Marcatori | 5 Pasquet |

| Arbitri: | Ah. Gheisarian Am. Gheisarian |

|           |           |             |
| Paterek 9 | Marcatori | 8 Al Dawani |

| Arbitri: | Lemes Sosa |

|          |           |              |
| Saker 10 | Marcatori | 13 Al Dawani |

| Arbitri: | Bolic Hurich |

|           |           |              |
| Pasquet 8 | Marcatori | 7 Czaplinski |

### Gruppo II

#### Classifica
| Pos. | Squadra     | Pt | G | V | N | P | GF | GS | DR  |
| ---- | ----------- | -- | - | - | - | - | -- | -- | --- |
| 1.   | Stati Uniti | 6  | 3 | 3 | 0 | 0 | 84 | 79 | +5  |
| 2.   | Giappone    | 4  | 3 | 2 | 0 | 1 | 88 | 77 | +11 |
| 3.   | Bahrein     | 2  | 3 | 1 | 0 | 2 | 94 | 87 | +7  |
| 4.   | Cuba        | 0  | 3 | 0 | 0 | 3 | 75 | 98 | -23 |

#### Risultati
| Arbitri: | A. Gheisarian |

|                          |           |             |
| Almeida, García, Ramos 4 | Marcatori | 6 Alzaimoor |

| Arbitri: | Bolic Hurich |

|           |           |           |
| Corning 7 | Marcatori | 8 Yoshino |

| Arbitri: | Mikelić Parađina |

|           |           |           |
| Yoshino 6 | Marcatori | 6 Mohamed |

| Arbitri: | Lemes Sosa |

|             |           |          |
| Hoddersen 7 | Marcatori | 8 García |

| Arbitri: | Ah. Gheisarian Am. Gheisarian |

|         |           |             |
| Arase 7 | Marcatori | 8 Rodríguez |

| Arbitri: | García Paolantoni |

|          |           |                      |
| Qambar 8 | Marcatori | 7 Corning, Hoddersen |

### Finale 31º posto
| Arbitri: | Bolic Hurich |

|         |           |              |
| Lebon 8 | Marcatori | 10 Rodríguez |

### Finale 29º posto
| Arbitri: | Lemes Sosa |

|                                       |           |           |
| Bouadjadja, Khermouche, Naim, Saker 4 | Marcatori | 9 Mohamed |

### Finale 27º posto
| Arbitri: | García Paolantoni |

|             |           |                     |
| Al Dawani 8 | Marcatori | 6 Fujisaka, Yoshino |

### Finale 25º posto
| Arbitri: | Belkhiri Hamidi |

|               |           |          |
| Jedraszczyk 4 | Marcatori | 5 Fofana |

## Turno principale

### Gruppo I

#### Classifica
| Pos. | Squadra   | Pt | G | V | N | P | GF  | GS  | DR  |
| ---- | --------- | -- | - | - | - | - | --- | --- | --- |
| 1.   | Danimarca | 10 | 5 | 5 | 0 | 0 | 178 | 121 | +57 |
| 2.   | Germania  | 8  | 5 | 4 | 0 | 1 | 155 | 137 | +18 |
| 3.   | Svizzera  | 5  | 5 | 2 | 1 | 2 | 144 | 138 | +6  |
| 4.   | Italia    | 4  | 5 | 2 | 0 | 3 | 129 | 149 | -20 |
| 5.   | Rep. Ceca | 3  | 5 | 1 | 1 | 3 | 111 | 125 | -14 |
| 6.   | Tunisia   | 0  | 5 | 0 | 0 | 5 | 117 | 164 | -47 |

#### Risultati
| Arbitri: | Mikelić Parađina |

|                |           |          |
| Maros, Rubin 7 | Marcatori | 11 Jbeli |

| Arbitri: | K. Gasmi R. Gasmi |

|         |           |            |
| Solák 5 | Marcatori | 5 Parisini |

| Arbitri: | Nachevski Nikolov |

|           |           |                     |
| Gidsel 10 | Marcatori | 6 Kastening, Köster |

| Arbitri: | Lovin Stancu |

|                |           |             |
| Ben Abdallah 9 | Marcatori | 6 Mořkovský |

| Arbitri: | Biró Kiss |

|            |           |             |
| Prantner 8 | Marcatori | 6 Kastening |

| Arbitri: | Lenci Lopez Grillo |

|             |           |                   |
| Andersson 8 | Marcatori | 5 Aellen, Leopold |

| Arbitri: | K. Gasmi R. Gasmi |

|            |           |         |
| Prantner 7 | Marcatori | 9 Rubin |

| Arbitri: | Jovandić Sekulić |

|         |           |           |
| Bláha 5 | Marcatori | 10 Gidsel |

| Arbitri: | Lenci Lopez Grillo |

|          |           |          |
| Grgić 11 | Marcatori | 4 Zariat |

### Gruppo II

#### Classifica
| Pos. | Squadra            | Pt | G | V | N | P | GF  | GS  | DR  |
| ---- | ------------------ | -- | - | - | - | - | --- | --- | --- |
| 1.   | Francia            | 10 | 5 | 5 | 0 | 0 | 176 | 129 | +47 |
| 2.   | Ungheria           | 7  | 5 | 3 | 1 | 1 | 151 | 145 | +6  |
| 3.   | Paesi Bassi        | 5  | 5 | 2 | 1 | 2 | 172 | 177 | -5  |
| 4.   | Macedonia del Nord | 4  | 5 | 1 | 2 | 2 | 152 | 159 | -7  |
| 5.   | Austria            | 4  | 5 | 1 | 2 | 2 | 147 | 156 | -9  |
| 6.   | Qatar              | 0  | 5 | 0 | 0 | 5 | 139 | 171 | -32 |

#### Risultati
| Arbitri: | Horáček Novotný |

|           |           |         |
| Hutecek 6 | Marcatori | 6 Mitev |

| Arbitri: | Kurtagic Wetterwik |

|          |           |           |
| Marzo 11 | Marcatori | 9 Baijens |

| Arbitri: | Schulze Tönnies |

|         |           |       |
| Lékai 5 | Marcatori | 6 Mem |

| Arbitri: | García Marín |

|                         |           |          |
| Kuzmanovski, Peševski 6 | Marcatori | 12 Marzo |

| Arbitri: | Álvarez Bustamante |

|           |           |                   |
| Baijens 6 | Marcatori | 7 Mem, Richardson |

| Arbitri: | Kurtagic Wetterwik |

|                     |           |           |
| Rodríguez Álvarez 8 | Marcatori | 6 Frimmel |

| Arbitri: | Hansen Madsen |

|          |           |                   |
| Steins 7 | Marcatori | 7 Frimmel, Wagner |

| Arbitri: | Horáček Novotný |

|            |           |          |
| Marković 6 | Marcatori | 9 Imre 9 |

| Arbitri: | Jørum Kleven |

|       |           |               |
| Mem 8 | Marcatori | 8 Kuzmanovski |

### Gruppo III

#### Classifica
| Pos. | Squadra    | Pt | G | V | N | P | GF  | GS  | DR  |
| ---- | ---------- | -- | - | - | - | - | --- | --- | --- |
| 1.   | Portogallo | 9  | 5 | 4 | 1 | 0 | 179 | 148 | +31 |
| 2.   | Brasile    | 8  | 5 | 4 | 0 | 1 | 136 | 129 | +7  |
| 3.   | Norvegia   | 6  | 5 | 3 | 0 | 2 | 147 | 130 | +17 |
| 4.   | Svezia     | 4  | 5 | 1 | 2 | 2 | 156 | 152 | +4  |
| 5.   | Spagna     | 3  | 5 | 1 | 1 | 3 | 138 | 137 | +1  |
| 6.   | Cile       | 0  | 5 | 0 | 0 | 5 | 126 | 186 | -60 |

#### Risultati
| Arbitri: | Pavićević Ražnatović |

|           |           |              |
| Langaro 8 | Marcatori | 7 E. Salinas |

| Arbitri: | Lah Sok |

|             |           |         |
| Lagergren 7 | Marcatori | 7 Frade |

| Arbitri: | A. Konjičanin D. Konjičanin |

|            |           |              |
| Grøndahl 7 | Marcatori | 6 Garciandia |

| Arbitri: | Nachevski Nikolov |

|             |           |            |
| Fernandez 6 | Marcatori | 8 F. Costa |

| Arbitri: | A. Konjičanin D. Konjičanin |

|               |           |                  |
| Carlsbogård 6 | Marcatori | 4 Langaro, Monte |

| Arbitri: | A. Covalciuc I. Covalciuc |

|              |           |         |
| Feuchtmann 6 | Marcatori | 10 Lien |

| Arbitri: | A. Konjičanin D. Konjičanin |

|            |           |              |
| F. Costa 9 | Marcatori | 8 Feuchtmann |

| Arbitri: | Lah Sok |

|                             |           |             |
| P. Cikusa, Romero Holguin 4 | Marcatori | 6 Hackbarth |

| Arbitri: | Pavićević Ražnatović |

|       |           |             |
| Aar 9 | Marcatori | 7 Johansson |

### Gruppo IV

#### Classifica
| Pos. | Squadra    | Pt | G | V | N | P | GF  | GS  | DR  |
| ---- | ---------- | -- | - | - | - | - | --- | --- | --- |
| 1.   | Croazia    | 8  | 5 | 4 | 0 | 1 | 162 | 122 | +40 |
| 2.   | Egitto     | 8  | 5 | 4 | 0 | 1 | 148 | 125 | +23 |
| 3.   | Islanda    | 8  | 5 | 4 | 0 | 1 | 140 | 116 | +24 |
| 4.   | Slovenia   | 4  | 5 | 2 | 0 | 3 | 139 | 125 | +14 |
| 5.   | Argentina  | 2  | 5 | 1 | 0 | 4 | 117 | 162 | -45 |
| 6.   | Capo Verde | 0  | 5 | 0 | 0 | 5 | 119 | 175 | -56 |

#### Risultati
| Arbitri: | Belkhiri Hamidi |

|         |           |                  |
| Kljun 5 | Marcatori | 4 Gull, Martínez |

| Arbitri: | Hansen Madsen |

|        |           |            |
| Pina 9 | Marcatori | 9 Šoštarić |

| Arbitri: | Schulze Tönnies |

|        |           |                |
| Zein 8 | Marcatori | 9 Kristjansson |

| Arbitri: | Kurtagić Wetterwik |

|                        |           |         |
| Cangiani, Jung, Saco 5 | Marcatori | 10 Pina |

| Arbitri: | Jørum Kleven |

|           |           |        |
| Elderaa 6 | Marcatori | 8 Janc |

| Arbitri: | García Marín |

|              |           |                |
| Martinović 8 | Marcatori | 5 Kristjansson |

| Arbitri: | Belkhiri Hamidi |

|               |           |            |
| Rikhardsson 7 | Marcatori | 6 Martínez |

| Arbitri: | Álvarez Bustamante |

|        |           |         |
| Pina 6 | Marcatori | 11 Omar |

| Arbitri: | Horáček Novotný |

|                             |           |        |
| Glavaš, Martinović, Sipić 5 | Marcatori | 5 Vlah |

## Fase finale
|  | Quarti di finale      | Quarti di finale   |                       |            | Semifinali                | Semifinali                |  |  | Finale             | Finale |
|  |                       |                    |                       |            |                           |                           |  |  |                    |        |
|  | 28 gennaio - Zagabria |                    |                       |            |                           |                           |  |  |                    |        |
|  |                       |                    |                       |            |                           |                           |  |  |                    |        |
|  | Francia               | 34                 |                       |            |                           |                           |  |  |                    |        |
|  | Francia               | 34                 | 30 gennaio - Zagabria |            |                           |                           |  |  |                    |        |
|  | Egitto                | 33                 |                       |            |                           |                           |  |  |                    |        |
|  | Egitto                | 33                 | Francia               | 28         |                           |                           |  |  |                    |        |
|  | 28 gennaio - Zagabria |                    | Francia               | 28         |                           |                           |  |  |                    |        |
|  |                       | Croazia            | 31                    |            |                           |                           |  |  |                    |        |
|  | Croazia               | Croazia            | 31                    | 31         |                           |                           |  |  |                    |        |
|  | Croazia               |                    | 2 febbraio - Bærum    | 31         |                           |                           |  |  |                    |        |
|  | Ungheria              | 30                 |                       |            |                           |                           |  |  |                    |        |
|  | Ungheria              | 30                 | Croazia               | 26         |                           |                           |  |  |                    |        |
|  | 29 gennaio - Bærum    |                    | Croazia               | 26         |                           |                           |  |  |                    |        |
|  |                       | Danimarca          | 32                    |            |                           |                           |  |  |                    |        |
|  | Danimarca             | Danimarca          | 32                    | 33         |                           |                           |  |  |                    |        |
|  | Danimarca             | 31 gennaio - Bærum |                       | 33         |                           |                           |  |  |                    |        |
|  | Brasile               | 21                 |                       |            |                           |                           |  |  |                    |        |
|  | Brasile               | 21                 | Danimarca             | 40         | Finale per il terzo posto | Finale per il terzo posto |  |  |                    |        |
|  | 29 gennaio - Bærum    |                    | Danimarca             | 40         | Finale per il terzo posto | Finale per il terzo posto |  |  |                    |        |
|  |                       | Portogallo         | 27                    |            |                           |                           |  |  |                    |        |
|  | Portogallo (d.t.s.)   | Portogallo         | 27                    | 31         | Francia                   | 35                        |  |  |                    |        |
|  | Portogallo (d.t.s.)   |                    |                       | 31         | Francia                   | 35                        |  |  |                    |        |
|  | Germania              | 30                 |                       | Portogallo | 34                        |                           |  |  |                    |        |
|  | Germania              | 30                 |                       |            | 34                        |                           |  |  |                    |        |
|  |                       |                    |                       |            |                           |                           |  |  | 2 febbraio - Bærum |        |
|  |                       |                    |                       |            |                           |                           |  |  |                    |        |

### Quarti di finale
| Arbitri: | García Marín |

|          |           |        |
| Glavaš 6 | Marcatori | 8 Ilić |

| Arbitri: | Nachevski Nikolov |

|               |           |          |
| Mem, Remili 6 | Marcatori | 8 Hesham |

| Arbitri: | Biró Kiss |

|                           |           |            |
| Gidsel, Jakobsen, Lauge 6 | Marcatori | 7 Carvalho |

| Arbitri: | Jørum Kleven |

|            |           |         |
| F. Costa 8 | Marcatori | 9 Zerbe |

### Semifinali
| Arbitri: | Schulze Tönnies |

|       |           |                 |
| Mem 8 | Marcatori | 7 Jelinić, Srna |

| Arbitri: | Lah Sok |

|          |           |         |
| Gidsel 9 | Marcatori | 5 Areia |

### Finale 3º posto
| Arbitri: | Nachevski Nikolov |

|          |           |            |
| Minne 10 | Marcatori | 8 F. Costa |

### Finalissima
| Arbitri: | García Marín |

|                                                                                       |           | |
| Martinović 6 Šoštarić 5 Luka Klarica 4 Jelinić 3 Glavaš 2 Karačić 2 Šipić 2 Duvnjak 1 | Marcatori | 10 Gidsel 5 Jakobsen 4 Madsen 4 Pytlick 3 Á Plógv Hansen 2 Jørgensen 2 Kirkeløkke 1 Landin 1 Lauge |

## Classifica finale
| Pos.    | Squadra            |
| ------- | ------------------ |
| Oro     | Danimarca          |
| Argento | Croazia            |
| Bronzo  | Francia            |
| 4       | Portogallo         |
| 5       | Egitto             |
| 6       | Germania           |
| 7       | Brasile            |
| 8       | Ungheria           |
| 9       | Islanda            |
| 10      | Norvegia           |
| 11      | Svizzera           |
| 12      | Paesi Bassi        |
| 13      | Slovenia           |
| 14      | Svezia             |
| 15      | Macedonia del Nord |
| 16      | Italia             |
| 17      | Austria            |
| 18      | Spagna             |
| 19      | Rep. Ceca          |
| 20      | Argentina          |
| 21      | Qatar              |
| 22      | Tunisia            |
| 23      | Capo Verde         |
| 24      | Cile               |
| 25      | Polonia            |
| 26      | Stati Uniti        |
| 27      | Kuwait             |
| 28      | Giappone           |
| 29      | Bahrein            |
| 30      | Algeria            |
| 31      | Guinea             |
| 32      | Cuba               |

|  | Qualificata alle Campionato mondiale maschile di pallamano 2027 |

## Statistiche

### Migliori marcatori
| Rank | Nome                | Goal | Tiri | %  |
| ---- | ------------------- | ---- | ---- | -- |
| 1    | Mathias Gidsel      | 55   | 83   | 66 |
| 2    | Dika Mem            | 50   | 72   | 69 |
| 3    | Filip Kuzmanovski   | 49   | 71   | 69 |
| 4    | Saif Al-Dawani      | 47   | 81   | 58 |
| 5    | Rutger ten Velde    | 46   | 58   | 79 |
| 6    | Francisco Costa     | 44   | 63   | 70 |
| 7    | Frankis Carol Marzo | 42   | 76   | 55 |
| 8    | Simon Pytlick       | 41   | 55   | 75 |
| 8    | Délcio Pina         | 41   | 74   | 55 |
| 10   | Lenny Rubin         | 40   | 64   | 63 |
| 10   | Erwin Feuchtmann    | 40   | 66   | 61 |

### Migliori portieri
| Rank | Nome                      | %    | Parate | Tiri |
| ---- | ------------------------- | ---- | ------ | ---- |
| 1    | Emil Nielsen              | 44,0 | 97     | 220  |
| 2    | Samir Bellahcene          | 43,5 | 10     | 23   |
| 3    | Viktor Gísli Hallgrímsson | 40,1 | 67     | 167  |
| 4    | Torbjørn Bergerud         | 39,5 | 59     | 149  |
| 5    | David Späth               | 38,6 | 41     | 106  |
| 6    | Andreas Wolff             | 37,8 | 76     | 201  |
| 7    | Dominik Kuzmanović        | 37,6 | 84     | 223  |
| 8    | Rangel da Rosa            | 37,1 | 71     | 191  |
| 8    | Marcel Jastrzębski        | 37,1 | 42     | 113  |
| 10   | Mateus Martins Nascimento | 36,0 | 35     | 97   |